# Episodi de Le indagini di Lolita Lobosco (seconda stagione)
La seconda stagione della serie televisiva Le indagini di Lolita Lobosco, composta da 6 episodi, è stata trasmessa in prima visione e in prima serata su Rai 1 dall'8 gennaio al 12 febbraio 2023.
| n° | Titolo                 | Prima TV         |
| -- | ---------------------- | ---------------- |
| 1  | Mare nero              | 8 gennaio 2023   |
| 2  | Lo scammaro avvelenato | 15 gennaio 2023  |
| 3  | Viva gli sposi         | 22 gennaio 2023  |
| 4  | Lo sguardo di Luca     | 29 gennaio 2023  |
| 5  | Caccia al mostro       | 5 febbraio 2023  |
| 6  | Ultimo atto            | 12 febbraio 2023 |

## Mare nero
- Diretto da: Luca Miniero
- Soggetto di puntata: Daniela Gambaro & Massimo Reale
- Scritto da: Daniela Gambaro & Massimo Reale

### Trama
Lolita è in procinto di andare in vacanza in Egitto con Danilo quando viene chiamata da Antonio Forte a indagare sulle morti di Marinella Alvino e Luca Di Dio, due sub che si scoprirà essere stati avvelenati in mare durante un'immersione. Lolita scoprirà che il professor Nicolucci, insegnante di Marinella, aveva manomesso la bombola poiché la ragazza tentava di intralciare lo sversamento in mare di sostanze tossiche ad opera di un'organizzazione criminale che aveva "ingaggiato" il docente. Quando viene scoperto, Nicolucci aggredisce Lolita e la getta in mare dopo averle legato le mani; nonostante ciò la poliziotta riuscirà a liberarsi e verrà localizzata dalla Guardia Costiera mentre il professore verrà localizzato e arrestato.
- Altri interpreti: Franco Trevisi (padre di Marinella), Nicoletta Carbonara (Laura), Raffaella D'Avella (mamma di Marinella), Roberto De Francesco (professor Aldo Nicolucci), Alfredo Vasco (Gennaro Piva), Rossella Romano (Sonia Capranica), William Volpicella (Pasquale Cardone), Paola Leonetti (Marinella Alvino), Andrea Giombini (Luca Di Dio).
- Ascolti: telespettatori 6 070 000 – share 33,47%[2].

## Lo scammaro avvelenato
- Diretto da: Luca Miniero
- Soggetto di puntata: Daniela Gambaro & Massimo Reale
- Scritto da: Daniela Gambaro, Massimo Reale & Vanessa Picciarelli

### Trama
Lolita convive ora con Danilo e, grazie a un fascicolo della procura di Trieste trovato dal questore Iacovella, inizia ad indagare sull'omicidio del padre partendo da una foto. Intanto nel B&B avviato da sua madre e sua sorella muore Fulvio Spira, un cliente che aveva diversi precedenti penali e che era da poco uscito dal carcere. Lolita scoprirà che ad avvelenarlo è stata la psicologa del carcere che si era infatuata di lui e le cui speranze Spira aveva tradito una volta tornato in libertà. Lolita è turbata dal ritorno improvviso di Angelo, vecchio "collaboratore" del padre nel contrabbando di sigarette scappato vent'anni prima dopo la morte di Nicola; nel frattempo Danilo accetta una nuova offerta di lavoro e parte per la Svezia. Lolita riconosce l'uomo della foto del fascicolo datole da Iacovella, tale Babbisce.
- Altri interpreti: Annalisa Insardà (psicologa carcere), Claudio Spadaro (Babbisce), Paolo Serra (Arturo Sanfelice), Annalisa Canfora (Giovanna De Pretis), Maurizio Della Villa (Nicola Laquadra), Michele Pereira (Sauro Capasanta), Emanuele Zollino (Davide), Andrea Romano (Luciano), Angelo Barbagallo (prof. Azzariti), Piergiorgio Filippi (Andrea), Fabrizio Provinciali (Fulvio Spira), Lorenzo Ricci (detenuto Digiacomo).
- Ascolti: telespettatori 5 288 000 – share 28,19%[3].

## Viva gli sposi
- Diretto da: Luca Miniero
- Soggetto di puntata: Daniela Gambaro & Massimo Reale
- Scritto da: Daniela Gambaro, Massimo Reale & Chiara Laudani

### Trama
A una festa di matrimonio viene ritrovata morta una professoressa di un rinomato liceo, Antonella Palmisano, che si scopre aver avuto una relazione con lo studente Lucio Coletti ed essere rimasta incinta. Un altro suo alunno, Cristian Del Gaudio, ragazzo di umili origini a differenza di tutti gli altri compagni, appartenenti a famiglie ricche, aveva lavorato come cameriere alla festa e aveva visto uscire Lucio dallo spogliatoio della villa poco dopo aver ucciso la professoressa in un raptus. Il compagno aveva quindi comprato il suo silenzio con 5 000 euro in contanti (che vengono ritrovati dalla polizia in un armadietto del liceo), ma ciò non era bastato, e così Lucio, come alla fine confesserà ai poliziotti, ha ucciso e gettato Cristian nella vecchia cisterna della scuola.
Lolita trova Babbisce e gli chiede la verità sulla morte del padre ma l'uomo inizialmente si rifiuta di parlarle. In ospedale in punto di morte però Babbisce manda a chiamare Lolita e le dice di rivolgersi al compagno di cella del padre. Lolita intanto, con Danilo in Svezia, inizia a pensare ad Angelo ricordando di quando si era infatuata di lui da ragazzina.
- Altri interpreti: Claudio Spadaro (Babbisce), Vito Signorile (nonno di Cristian), Santina Moccia (Antonella Palmisano), Giuseppe Cutrullà (Dino Palmisano), Eleonora Russo (Tina Cadorno), Ilaria Martinelli (Lisa Frantoi), Audrey Mballa (Safya), Vissia Iervolino (avvocatessa Malaspina), Piergiorgio Filippi (Andrea), Nicola Mummolo (Ermanno Aprea), Luca Nencetti (Cristian Del Gaudio), Raffaele Braia (Bruno Papa), Maria Pia Autorino (bidella Paola).
- Ascolti: telespettatori 5 277 000 – share 27,74%[4].

## Lo sguardo di Luca
- Diretto da: Luca Miniero
- Soggetto di puntata: Daniela Gambaro & Massimo Reale
- Scritto da: Daniela Gambaro, Massimo Reale & Vanessa Picciarelli

### Trama
In una chiesa viene ucciso Don Sabatino Pellizzari con un turibolo e vengono rubate le offerte. La squadra di Lolita scopre che ad uccidere il prete è stata la perpetua, inferocita perché lui voleva vendere dei gioielli preziosi con l'idea di creare un centro per poveri senza dare nulla a lei che aveva difficoltà economiche.
Nel privato intanto Lolita litiga duramente con Danilo quando scopre che ha accettato un contratto di tre anni in Svezia. La lontananza inizia a pesarle troppo e comincia ad avvicinarsi ad Angelo. Anche il collega Antonio ha dei contrasti con la moglie Porzia, che ha deciso di riprendere l'università frequentando per motivi di studio Andrea, un ragazzo molto più giovane lei, facendo così ingelosire il marito. La madre di Lolita invece continua a frequentarsi con Trifone, vecchio amico di suo marito. Lolita continua ad indagare sulla morte del padre ponendo l'attenzione ora sul suo compagno di cella, tale Santopadre.
- Altri interpreti: Attlio Fabiano (Ferruccio Bentivoglio), Alfonso Postiglione (Ferdinando Giansante), Carmen Pommella (perpetua), Antonio Romano (Domenico), Piergiorgio Filippi (Andrea), Monica Contini (Gesuina), Mino Decataldo (Riccardo Camurri), Michelangelo Tarditti (vescovo), Ninì Vernola (Chitano), Azzurra Martino (Miriam), Ivano Picciallo (Totò, padre di Domenico), Fabio Scaravilli (Fabrizio Calì), Alessio Rinaldi (Nicolamio), Gianluigi Belsito (Don Sabatino Pellizzari), Pietro Lomartire (Santopadre).
- Ascolti: telespettatori 5 073 000 – share 27,71%[5].

## Caccia al mostro
- Diretto da: Luca Miniero
- Soggetto di puntata: Daniela Gambaro & Massimo Reale
- Scritto da: Daniela Gambaro, Massimo Reale & Chiara Laudani

### Trama
La squadra di Lolita indaga sulla morte di Tania Vladic, una ragazza dell'est, uccisa dopo essere stata violentata e seviziata, che lavorava come ballerina al "Bon Ton", un locale notturno gestito da Mario Vargiu, e che era sparita da una settimana. Forte si ricorda di un caso simile, quello di Anna Polifemo, risalente a diversi anni prima e seguito da una giovane PM, Marietta Carrozza, l'amica di Lolita. Si sospetta da subito di tale Carlo Mastorna che ha avuto rapporti con entrambe le donne. Quando sparisce un'altra ragazza di nome Alice Toroldo, che ha come le altre ragazze i capelli rossi e lavora come commercialista nella zona del locale notturno di Vargiu, Lolita si infiltra al "Bon Ton" ma viene rapita dall'uomo misterioso che si scopre essere il venticinquenne Paolo Sisti, benzinaio e cliente dell'ultima ragazza scomparsa nonché figlio dell'uomo che aveva rapito Anna Polifemo anni prima. Lolita e Alice riescono a liberarsi e tentano la fuga, con la poliziotta che, nonostante il ragazzo le abbia sparato, riesce a disarmarlo e a immobilizzarlo poco prima dell'arrivo dei colleghi. 
In ospedale Lolita riceve la visita di Danilo, accorso dalla Svezia, il quale si scusa per le sue ultime azioni, ma la donna gli fa capire che lo sta lasciando e lui se ne va. Subito dopo entra nella stanza, con in mano un mazzo di fiori, Angelo, il quale con una scusa si sdraia a fianco a lei.
Forte intanto scopre che Rocco Santopadre, l'uomo che aveva appuntamento con il padre di Lolita il giorno della sua morte, è un medico radiato dall'ordine poiché in odor di mafia. Antonio e Lolita arrivano però troppo tardi trovando il dottore assassinato in una casa di Nardò dopo che si erano perse le sue tracce da un po' di tempo.
- Altri interpreti: Jessica Piccolo Valerani (Alice Toroldo), Massimo Cimaglia (Mario Vargiu), Franco Ravera (Carlo Mastorna), Michele Ragno (Paolo Sisti), Emanuele Zollino (Davide), Andrea Romano (Luciano), Antonio Romano (Domenico), Marina Lupo (Mena), Rishad Noorani (guru indiano), Gabriella Indolfi (Martina), Paolo Gattini (Giovanni Toroldo), Enzo Toma (Raffaele Monaco), Francesco Rizzi (pescivendolo), Rita Capecchi (madre di Mastorna), Linda Gianfrilli (cassiera "Bon Ton"), Ol'ga Šutieva (ballerina russa).
- Ascolti: telespettatori 4 790 000 – share 25,75%[6].

## Ultimo atto
- Diretto da: Luca Miniero
- Soggetto di puntata: Daniela Gambaro & Massimo Reale
- Scritto da: Daniela Gambaro, Massimo Reale & Vanessa Picciarelli

### Trama
L'attore teatrale Antonello "Lollo" Randazzo viene ucciso a pugnalate poche ore prima della messa in scena di Otello. Il cameriere del bar vicino al teatro da una foto riconosce Francesca, moglie di Nicola, fratello gemello di Randazzo. La donna confessa di essere stata la sua amante e viene messa in stato di fermo. Dopo questo fatto, suo marito Nicola si presenta con il suo avvocato in commissariato confessando di aver ucciso il fratello dopo aver scoperto il tradimento. 
Nel privato intanto Lolita sembra aver già dimenticato Danilo, che è venuto a riprendersi le sue cose, e inizia a frequentare maggiormente Angelo mentre sua mamma continua a uscire con Trifone. Antonio invece ottiene la promozione a ispettore superiore grazie a Lolita e con l'aumento dello stipendio contribuisce a pagare l'università alla moglie consentendole così di terminare gli studi. Lello Esposito invece chiede a Caterina di sposarlo e poco dopo scopre che questa è incinta di due gemelli.
Durante la festa di compleanno organizzata per sua madre, Lolita bacia Angelo e i due si appartano sulla spiaggia facendo l'amore. Poco dopo però Lolita leggendo un suo bigliettino nota che la sua calligrafia è la stessa di quella sul bigliettino trappola lasciato al padre prima del suo assassinio. Capisce quindi che Angelo è coinvolto e che da tempo riferisce gli sviluppi delle indagini a coloro che avevano voluto la morte di Petresine. Messo alle strette, Angelo non sa che dire ma a sorpresa il giorno dopo si presenta in commissariato e confessa tutto contribuendo all'arresto dei responsabili. L'uomo, che dice a Lolita di averla sempre amata e di essere stato costretto a fare quello che ha fatto perché ricattato, dovrà però lasciare Bari per entrare nel programma testimoni. Finalmente Lolita riesce a chiudere il caso della morte del padre. Infine Lello si sposa con Caterina con un matrimonio buddhista in spiaggia al quale partecipano Lolita e gli altri colleghi.
- Altri interpreti: Rosa Palasciano (Francesca, moglie di Nicola Randazzo), Marta Giovannozzi (Katia), Leonardo Maddalena (Nicola Randazzo), Vito Facciolla (Marco Sottile), Silvia Cuccovillo (Amanda Luppolo), Giovanni Scotti (cameriere Pino), Jacopo Dipasquale (proprietario bar), Giorgio Consoli (Tommaso Caposardi), Annarita Colucci (medico ospedale), Salvatore Corigliano (tecnico luci teatro), Gabriella Caponigro (poliziotta scientifica), Emanuele Zollino (Davide), Andrea Romano (Luciano), Angelo Barbagallo (prof. Azzariti), Piergiorgio Filippi (Andrea), Vissia Iervolino (avvocatessa Malaspina), Rishad Noorani (guru indiano), Gabriella Indolfi (Martina).
- Ascolti: telespettatori 5 307 000 – share 28,93%[7].